# هاینز-یورگن بلوم
هاینز-یورگن بلوم (انگلیسی: Heinz-Jürgen Blome; ۱۴ دسامبر ۱۹۴۶ – ۷ نوامبر ۲۰۱۲) بازیکن فوتبال اهل آلمان بود.
از باشگاه‌هایی که در آن بازی کرده‌است می‌توان به باشگاه فوتبال بوخوم اشاره کرد.